# Chytolita
Chytolita — рід еребід з підродини совок-п'ядунів, представники якого зустрічаються в Америці.

## Систематика
У складі роду:
- Chytolita fulicalis Smith, 1907
- Chytolita morbidalis Guenée, 1854
- Chytolita petrealis Grote, 1880
- Chytolita punctiformis Smith, 1895